# کوانتوم کورپوریشن
ابرشرکت کوانتوم، (انگلیسی: Quantum Corporation) ابرشرکت فناوری اطلاعات آمریکایی است، که در سال ۱۹۸۰ تأسیس شد.